# Günter Lamprecht
Günter Hans Lamprecht (Berlino, 21 gennaio 1930 – Bad Godesberg, 4 ottobre 2022) è stato un attore tedesco.

## Filmografia parziale

### Cinema
- Il ponte del destino (Die Brücke des Schicksals), regia di Michael Kehlmann (1960)
- Il matrimonio di Maria Braun (Die Ehe der Maria Braun), regia di Rainer Werner Fassbinder (1979)
- U-Boot 96 (Das Boot), regia di Wolfgang Petersen (1981)
- A Parigi con amore... (Rouge Baiser), regia di Véra Belmont (1985)
- Comedian Harmonists, regia di Joseph Vilsmaier (1997)

### Televisione
- Hamburg Transit - serie TV, 2 episodi (1971-1973)
- Il mondo sul filo (Welt am Draht) - miniserie TV, 2 episodi (1973)
- Martha - film TV (1974)
- Berlin Alexanderplatz - miniserie TV, 14 episodi (1980)
- Das Boot - miniserie TV, 3 episodi (1985)
- Roncalli - serie TV, 6 episodi (1986-1987)
- Tatort - serie TV, 16 episodi (1970-2016)